# Gérard Bruchési
Pour les articles homonymes, voir Bruchési.
Gérard Bruchési, né le 30 mars 1931 à Montréal, est un ancien député fédéral et courtier d'assurances. 

## Biographie
Il représente à la Chambre des communes la circonscription de Beauharnois-Salaberry au Suroît au Québec, de 1958 à 1962. Il fut défait lors de l'élection de 1962 par le libéral Gérald Laniel. 